# Agnieszka (księżna raciborska)
Agnieszka (ur. pomiędzy 1312 a 1321 r. – zm. 6 lub 7 lipca 1362 r.) –  księżna raciborska, żona Leszka i Ludwika I brzeskiego.

## Życiorys
Była córką Henryka Wiernego oraz Matyldy Brandenburskiej. W 1332 roku poślubiła Leszka, jednak po ślubie powstały przeszkody wynikające z prawa kanonicznego, dlatego Leszek musiał postarać się o papieską dyspensę, którą otrzymał 3 stycznia 1333 roku. Małżeństwo trwało 3 lata i nie przyniosło żadnego potomstwa. Po owdowieniu powróciła prawdopodobnie do Żagania. Pomiędzy 1341 a 1345 roku powtórnie wyszła za mąż za księcia Ludwika I brzeskiego. Ich potomstwo to Małgorzata, Henryk z Blizną, Wacław, Jadwiga oraz Katarzyna.